# Лауреати Державної премії України в галузі науки і техніки (1980)
Державна премія України в галузі науки і техніки — лауреати 1980 року.
На підставі подання Комітету з Державних премій України в галузі науки і техніки Центральний Комітет Компартії України і Рада Міністрів Української РСР видали Постанову № 646 від 9 грудня 1980 р. «Про присудження Державних премій України в галузі науки і техніки 1980 року»

## Лауреати Державної премії України в галузі науки і техніки 1980 року
| Премійована робота | Лауреати                                      | Коротко про лауреата |
| --- | --------------------------------------------- | --- |
| Промислова технологія вирощування, збирання та переробки томатів у консервній зоні півдня УРСР | Горбатенко Євгенія Михайлівна                 | кандидат сільськогосподарських наук, завідувачка відділом Українського науково-дослідного інституту зрошуваного землеробства                                                            |
| Промислова технологія вирощування, збирання та переробки томатів у консервній зоні півдня УРСР | Берьозкіна Галина Юхимівна                    | кандидат сільськогосподарських наук, старший науковий співробітник Українського науково-дослідного інституту овочівництва і баштанництва                                                |
| Промислова технологія вирощування, збирання та переробки томатів у консервній зоні півдня УРСР | Кириченко Іван Євдокимович                    | заступник Міністра харчової промисловості УРСР |
| Промислова технологія вирощування, збирання та переробки томатів у консервній зоні півдня УРСР | Кудрик Михайло Никифорович                    | начальник підвідділу Держплану УРСР |
| Промислова технологія вирощування, збирання та переробки томатів у консервній зоні півдня УРСР | Ковальська Надія Михайлівна                   | директор Херсонського овочевого радгоспу |
| Промислова технологія вирощування, збирання та переробки томатів у консервній зоні півдня УРСР | Жакомін Олександр Никифорович                 | головний агроном Херсонського овочевого радгоспу |
| Промислова технологія вирощування, збирання та переробки томатів у консервній зоні півдня УРСР | Перепелицин Володимир Іванович                | бригадир слюсарів-наладчиків Херсонського консервного комбінату |
| Промислова технологія вирощування, збирання та переробки томатів у консервній зоні півдня УРСР | Кадигроб Віктор Олексійович                   | завідувач відділом Миколаївського філіалу Київського проектно-конструкторського технологічного інституту                                                                                |
| Промислова технологія вирощування, збирання та переробки томатів у консервній зоні півдня УРСР | Ліпгардт Юрій Петрович                        | завідувач лабораторією Південно-Української державної зональної машинодослідної станції                                                                                                 |
| Промислова технологія вирощування, збирання та переробки томатів у консервній зоні півдня УРСР | Жвалевський Анатолій Сергійович (посмертно)   | кандидат технічних наук |
| Створення технології, організацію виробництва з відходів промисловості та впровадження в народне господарство нового ефективного будівельного матеріалу — білого листового шлакоситалу                                                           | Саркісов Павло Джибраєлович                   | доктор технічних наук, професор Московського хіміко-технологічного інституту імені Д. І. Менделєєва                                                                                     |
| Створення технології, організацію виробництва з відходів промисловості та впровадження в народне господарство нового ефективного будівельного матеріалу — білого листового шлакоситалу                                                           | Солодовников Геннадій Ілліч                   | скловар Костянтинівського заводу «Автоскло» |
| Створення технології, організацію виробництва з відходів промисловості та впровадження в народне господарство нового ефективного будівельного матеріалу — білого листового шлакоситалу                                                           | Казаков Анатолій Михайлович                   | машиніст прокатної машини Костянтинівського заводу «Автоскло» |
| Створення технології, організацію виробництва з відходів промисловості та впровадження в народне господарство нового ефективного будівельного матеріалу — білого листового шлакоситалу                                                           | Світленко Віктор Іванович                     | старший скловар Костянтинівського заводу «Автоскло» |
| Створення технології, організацію виробництва з відходів промисловості та впровадження в народне господарство нового ефективного будівельного матеріалу — білого листового шлакоситалу                                                           | Голіус Тамара Юхимівна                        | кандидат технічних наук, завідувачка лабораторією Костянтинівського заводу «Автоскло»                                                                                                   |
| Створення технології, організацію виробництва з відходів промисловості та впровадження в народне господарство нового ефективного будівельного матеріалу — білого листового шлакоситалу                                                           | Сас Раїса Іванівна                            | кандидат технічних наук, завідувачка відділом Костянтинівського заводу «Автоскло» |
| Створення технології, організацію виробництва з відходів промисловості та впровадження в народне господарство нового ефективного будівельного матеріалу — білого листового шлакоситалу                                                           | Усов Іван Андрійович                          | начальник проектно-конструкторського бюро Костянтинівського заводу «Автоскло» |
| Створення технології, організацію виробництва з відходів промисловості та впровадження в народне господарство нового ефективного будівельного матеріалу — білого листового шлакоситалу                                                           | Бобров Володимир Васильович                   | заступник головного технолога Костянтинівського заводу «Автоскло» |
| Створення технології, організацію виробництва з відходів промисловості та впровадження в народне господарство нового ефективного будівельного матеріалу — білого листового шлакоситалу                                                           | Гурвіц Ізраїль Григорович                     | головний технолог Костянтинівського заводу «Автоскло» |
| Створення технології, організацію виробництва з відходів промисловості та впровадження в народне господарство нового ефективного будівельного матеріалу — білого листового шлакоситалу                                                           | Мінаков Володимир Анатолійович                | кандидат технічних наук, головний інженер, Костянтинівського заводу «Автоскло» |
| Створення та промислове освоєння серійного виробництва високоефективних пропелерних гідротурбін для другої черги Дніпровської ГЕС імені В. І. Леніна                                                                                             | Тарасова Аліса Олексіївна                     | головний спеціаліст Українського відділення Всесоюзного проектно-пошукового і науково-дослідного інституту «Гідропроект» імені С. Я. Жука                                               |
| Створення та промислове освоєння серійного виробництва високоефективних пропелерних гідротурбін для другої черги Дніпровської ГЕС імені В. І. Леніна                                                                                             | Папанов Анатолій Васильович                   | головний інженер Дніпровської ГЕС імені В. І. Леніна |
| Створення та промислове освоєння серійного виробництва високоефективних пропелерних гідротурбін для другої черги Дніпровської ГЕС імені В. І. Леніна                                                                                             | Рибаков Володимир Іванович                    | заступник начальника цеху Дніпровської ГЕС імені В. І. Леніна |
| Створення та промислове освоєння серійного виробництва високоефективних пропелерних гідротурбін для другої черги Дніпровської ГЕС імені В. І. Леніна                                                                                             | Подкопай Віктор Петрович                      | токар виробничого об'єднання турбобудування «Харківський турбінний завод» імені С. М. Кірова                                                                                            |
| Створення та промислове освоєння серійного виробництва високоефективних пропелерних гідротурбін для другої черги Дніпровської ГЕС імені В. І. Леніна                                                                                             | Удовиченко Володимир Григорович               | секретар партійного комітету виробничого об'єднання турбобудування «Харківський турбінний завод» імені С. М. Кірова                                                                     |
| Створення та промислове освоєння серійного виробництва високоефективних пропелерних гідротурбін для другої черги Дніпровської ГЕС імені В. І. Леніна                                                                                             | Зорюков Віктор Миколайович                    | начальник цеху виробничого об'єднання турбобудування «Харківський турбінний завод» імені С. М. Кірова                                                                                   |
| Створення та промислове освоєння серійного виробництва високоефективних пропелерних гідротурбін для другої черги Дніпровської ГЕС імені В. І. Леніна                                                                                             | Юрченко Володимир Захарович                   | провідний інженер-конструктор спеціального конструкторського бюро виробничого об'єднання турбобудування «Харківський турбінний завод» імені С. М. Кірова                                |
| Створення та промислове освоєння серійного виробництва високоефективних пропелерних гідротурбін для другої черги Дніпровської ГЕС імені В. І. Леніна                                                                                             | Ляшко Віктор Васильович                       | заступник начальника спеціального конструкторського бюро виробничого об'єднання турбобудування «Харківський турбінний завод» імені С. М. Кірова                                         |
| Створення та промислове освоєння серійного виробництва високоефективних пропелерних гідротурбін для другої черги Дніпровської ГЕС імені В. І. Леніна                                                                                             | Вапник Борис Кирилович                        | заступник начальника спеціального конструкторського бюро виробничого об'єднання турбобудування «Харківський турбінний завод» імені С. М. Кірова                                         |
| Створення та промислове освоєння серійного виробництва високоефективних пропелерних гідротурбін для другої черги Дніпровської ГЕС імені В. І. Леніна                                                                                             | Веремєєнко Ігор Степанович                    | начальник спеціального конструкторського бюро виробничого об'єднання турбобудування «Харківський турбінний завод» імені С. М. Кірова                                                    |
| Створення та впровадження високопродуктивних автоматизованих розкривних комплексів гірничотранспортного обладнання безперервної дії для відкритих гірничих розробок з роторними екскаваторами і відвалоутворювачами принципово нових конструкцій | Іванченко Анатолій Андрійович                 | машиніст ескаватора Орджонікідзевського гірничо-збагачувального комбінату |
| Створення та впровадження високопродуктивних автоматизованих розкривних комплексів гірничотранспортного обладнання безперервної дії для відкритих гірничих розробок з роторними екскаваторами і відвалоутворювачами принципово нових конструкцій | Заболотний Сергій Васильович                  | головний механік Республіканського промислового об'єднання гірничорудних підприємств «Укрруда»                                                                                          |
| Створення та впровадження високопродуктивних автоматизованих розкривних комплексів гірничотранспортного обладнання безперервної дії для відкритих гірничих розробок з роторними екскаваторами і відвалоутворювачами принципово нових конструкцій | Манов Володимир Михайлович                    | заступник директора науково-дослідного, проектно-конструкторського і технологічного інституту виробничого об'єднання «Ждановважмаш»                                                     |
| Створення та впровадження високопродуктивних автоматизованих розкривних комплексів гірничотранспортного обладнання безперервної дії для відкритих гірничих розробок з роторними екскаваторами і відвалоутворювачами принципово нових конструкцій | Верещагін Леонід Аркадійович                  | кандидат технічних наук, завідувач лабораторією Київського інституту автоматики імені ХХУ з'їзду КПРС                                                                                   |
| Створення та впровадження високопродуктивних автоматизованих розкривних комплексів гірничотранспортного обладнання безперервної дії для відкритих гірничих розробок з роторними екскаваторами і відвалоутворювачами принципово нових конструкцій | Грищенко Анатолій Зіновійович                 | доктор технічних наук, заступник директора Київського інституту автоматики імені ХХУ з'їзду КПР                                                                                         |
| Створення та впровадження високопродуктивних автоматизованих розкривних комплексів гірничотранспортного обладнання безперервної дії для відкритих гірничих розробок з роторними екскаваторами і відвалоутворювачами принципово нових конструкцій | Вєтров Юрій Олександрович                     | член-кореспондент Академії наук УРСР, ректор Київського інженерно-будівельного інституту                                                                                                |
| Створення та впровадження високопродуктивних автоматизованих розкривних комплексів гірничотранспортного обладнання безперервної дії для відкритих гірничих розробок з роторними екскаваторами і відвалоутворювачами принципово нових конструкцій | Шолтиш Володимир Петрович                     | началник конструкторського бюро виробничого об'єднання «Новокраматорський машинобудівний завод»                                                                                         |
| Створення та впровадження високопродуктивних автоматизованих розкривних комплексів гірничотранспортного обладнання безперервної дії для відкритих гірничих розробок з роторними екскаваторами і відвалоутворювачами принципово нових конструкцій | Шендеров Авраам Ісаакович                     | кандидат технічних наук, заступник головного конструктора виробничого об'єднання «Новокраматорський машинобудівний завод»                                                               |
| Створення та впровадження високопродуктивних автоматизованих розкривних комплексів гірничотранспортного обладнання безперервної дії для відкритих гірничих розробок з роторними екскаваторами і відвалоутворювачами принципово нових конструкцій | Слизький Петро Іванович                       | кандидат технічних наук, головний конструктор виробничого об'єднання «Новокраматорський машинобудівний завод»                                                                           |
| Створення та впровадження високопродуктивних автоматизованих розкривних комплексів гірничотранспортного обладнання безперервної дії для відкритих гірничих розробок з роторними екскаваторами і відвалоутворювачами принципово нових конструкцій | Смирнов Іван Григорович                       | зав. бюро НКМЗ ім. Леніна ВГТ |
| Розробка основ, створення і впровадження у промисловість технології та обладнання для плазмодугової виплавки злитків сталей і сплавів із заготовок та некомпактної шихти                                                                         | Феофанов Лев Петрови (посмертно)              | |
| Розробка основ, створення і впровадження у промисловість технології та обладнання для плазмодугової виплавки злитків сталей і сплавів із заготовок та некомпактної шихти                                                                         | Шехтер Семен Якович                           | завідувач відділом Донецького науково-дослідного інституту чорної металургії |
| Розробка основ, створення і впровадження у промисловість технології та обладнання для плазмодугової виплавки злитків сталей і сплавів із заготовок та некомпактної шихти                                                                         | Прянишников Ігор Степанович                   | кандидат технічних наук, заступник Міністра чорної металургії СРСР |
| Розробка основ, створення і впровадження у промисловість технології та обладнання для плазмодугової виплавки злитків сталей і сплавів із заготовок та некомпактної шихти                                                                         | Клюєв Михайло Маркович                        | доктор технічних наук, начальник центральної заводської лабораторії електрометалургійного заводу «Електросталь» імені І. Ф. Тевосяна                                                    |
| Розробка основ, створення і впровадження у промисловість технології та обладнання для плазмодугової виплавки злитків сталей і сплавів із заготовок та некомпактної шихти                                                                         | Асоянц Григорій Баградович                    | директор дослідного заводу Інституту електрозварювання імені Є. О. Патона Академії наук УРСР                                                                                            |
| Розробка основ, створення і впровадження у промисловість технології та обладнання для плазмодугової виплавки злитків сталей і сплавів із заготовок та некомпактної шихти                                                                         | Торхов Геннадій Федорович                     | кандидат технічних наук, старший науковий співробітник Інституту електрозварювання імені Є. О. Патона Академії наук УРСР                                                                |
| Розробка основ, створення і впровадження у промисловість технології та обладнання для плазмодугової виплавки злитків сталей і сплавів із заготовок та некомпактної шихти                                                                         | Забарило Олег Семенович                       | кандидат технічних наук, старший науковий співробітник Інституту електрозварювання імені Є. О. Патона Академії наук УРСР                                                                |
| Розробка основ, створення і впровадження у промисловість технології та обладнання для плазмодугової виплавки злитків сталей і сплавів із заготовок та некомпактної шихти                                                                         | Григоренко Георгій Михайлович                 | кандидат технічних наук, завідувач лабораторією Інституту електрозварювання імені Є. О. Патона Академії наук УРСР                                                                       |
| Розробка основ, створення і впровадження у промисловість технології та обладнання для плазмодугової виплавки злитків сталей і сплавів із заготовок та некомпактної шихти                                                                         | Чвертко Анатолій Іванович                     | доктор технічних наук, начальник дослідного конструкторсько-технологічного бюро Інституту електрозварювання імені Є. О. Патона Академії наук УРСР                                       |
| Розробка основ, створення і впровадження у промисловість технології та обладнання для плазмодугової виплавки злитків сталей і сплавів із заготовок та некомпактної шихти                                                                         | Лакомський Віктор Йосипович                   | доктор технічних наук, завідувач відділом, керівник роботи, працівник Інституту електрозварювання імені Є. О. Патона Академії наук УРСР                                                 |
| Розробка, створення та впровадження комплексу нових методів і приладів для фізико-хімічного аналізу матеріалів | Тарнавський Антон Іванович                    | головний конструктор проекту дослідного конструкторсько-технологічного бюро Інституту металофізики Академії наук УРСР                                                                   |
| Розробка, створення та впровадження комплексу нових методів і приладів для фізико-хімічного аналізу матеріалів | Єпіфанов Володимир Гаврилович                 | головний конструктор проекту дослідного конструкторсько-технологічного бюро Інституту металофізики Академії наук УРСР                                                                   |
| Розробка, створення та впровадження комплексу нових методів і приладів для фізико-хімічного аналізу матеріалів | Дубинський Ігор Миколайович                   | головний конструктор проекту дослідного конструкторсько-технологічного бюро Інституту металофізики Академії наук УРСР                                                                   |
| Розробка, створення та впровадження комплексу нових методів і приладів для фізико-хімічного аналізу матеріалів | Свєчников Василь Миколайович                  | академік Академії наук УРСР, старший науковий співробітник-консультант Інституту металофізики Академії наук УРСР                                                                        |
| Розробка, створення та впровадження комплексу нових методів і приладів для фізико-хімічного аналізу матеріалів | Петьков Валерій Васильович                    | кандидат технічних наук, завідувач відділом дослідного конструкторсько-технологічного бюро Інституту металофізики Академії наук УРСР                                                    |
| Розробка, створення та впровадження комплексу нових методів і приладів для фізико-хімічного аналізу матеріалів | Краковецький-Кочержинський Юрій Олександрович | доктор технічних наук, старший науковий співробітник Інституту металофізики Академії наук УРСР                                                                                          |
| Розробка, створення та впровадження комплексу нових методів і приладів для фізико-хімічного аналізу матеріалів | Васильєв Михайло Олексійович                  | доктор фізико-математичних наук, старший науковий співробітник Інституту металофізики Академії наук УРСР                                                                                |
| Розробка, створення та впровадження комплексу нових методів і приладів для фізико-хімічного аналізу матеріалів | Черепін Валентин Тихонович                    | доктор фізико-математичних наук, заступник директора Інституту металофізики Академії наук УРСР, керівник роботи                                                                         |
| Розробка, створення та впровадження комплексу нових методів і приладів для фізико-хімічного аналізу матеріалів | Шишкін Євген Андрійович                       | кандидат технічних наук, провідний конструктор дослідного конструкторсько-технологічного бюро Інституту металофізики Академії наук УРСР                                                 |
| Розробка, створення та впровадження комплексу нових методів і приладів для фізико-хімічного аналізу матеріалів | Попов Валентин Іванович                       | начальник лабораторії НДІ «Сатурн» |
| Створення, дослідження та впровадження у промисловість повітряно-реактивних газоструминних інструментів і машин на її основі для буріння мерзлих та вічномерзлих ґрунтів, різання і обробки природного каменю високої міцності                   | Артемчук Яків Антонович                       | слюсар Соколівського кар'єроуправління тресту «Житомирнерудпром» |
| Створення, дослідження та впровадження у промисловість повітряно-реактивних газоструминних інструментів і машин на її основі для буріння мерзлих та вічномерзлих ґрунтів, різання і обробки природного каменю високої міцності                   | Кагал Олексій Андрійович                      | кольщик плит і блоків Верхньодніпровського кар'єру виробничого об'єднання «Дніпронерудпром»                                                                                             |
| Створення, дослідження та впровадження у промисловість повітряно-реактивних газоструминних інструментів і машин на її основі для буріння мерзлих та вічномерзлих ґрунтів, різання і обробки природного каменю високої міцності                   | Бойко Володимир Петрович                      | завідувач відділом Всесоюзного науково-дослідного і проектно-конструкторського інституту гірничорудного машинобудування                                                                 |
| Створення, дослідження та впровадження у промисловість повітряно-реактивних газоструминних інструментів і машин на її основі для буріння мерзлих та вічномерзлих ґрунтів, різання і обробки природного каменю високої міцності                   | Сакович Мілій Георгійович                     | головний конструктор проекту Всесоюзного науково-дослідного і проектно-конструкторського інституту гірничорудного машинобудування                                                       |
| Створення, дослідження та впровадження у промисловість повітряно-реактивних газоструминних інструментів і машин на її основі для буріння мерзлих та вічномерзлих ґрунтів, різання і обробки природного каменю високої міцності                   | Макашов Леонід Миколайович                    | кандидат технічних наук, завідувач лабораторією Всесоюзного науково-дослідного і проектно-конструкторського інституту гірничорудного машинобудування                                    |
| Створення, дослідження та впровадження у промисловість повітряно-реактивних газоструминних інструментів і машин на її основі для буріння мерзлих та вічномерзлих ґрунтів, різання і обробки природного каменю високої міцності                   | Фурсов Анатолій Петрович                      | кандидат технічних наук, доцент Харківського авіаційного інституту імені М. Є. Жуковського                                                                                              |
| Створення, дослідження та впровадження у промисловість повітряно-реактивних газоструминних інструментів і машин на її основі для буріння мерзлих та вічномерзлих ґрунтів, різання і обробки природного каменю високої міцності                   | Моторненко Олексій Петрович                   | кандидат технічних наук, доцент Харківського авіаційного інституту імені М. Є. Жуковського                                                                                              |
| Створення, дослідження та впровадження у промисловість повітряно-реактивних газоструминних інструментів і машин на її основі для буріння мерзлих та вічномерзлих ґрунтів, різання і обробки природного каменю високої міцності                   | Попов Микола Никанорович                      | кандидат технічних наук, доцент Харківського авіаційного інституту імені М. Є. Жуковського                                                                                              |
| Створення, дослідження та впровадження у промисловість повітряно-реактивних газоструминних інструментів і машин на її основі для буріння мерзлих та вічномерзлих ґрунтів, різання і обробки природного каменю високої міцності                   | Полевічко Олексій Петрович                    | кандидат технічних наук, доцент Харківського авіаційного інституту імені М. Є. Жуковського                                                                                              |
| Створення, дослідження та впровадження у промисловість повітряно-реактивних газоструминних інструментів і машин на її основі для буріння мерзлих та вічномерзлих ґрунтів, різання і обробки природного каменю високої міцності                   | Голдаєв Іван Прохорович                       | доктор технічних наук, завідувач кафедрою Харківського авіаційного інституту імені М. Є. Жуковського                                                                                    |
| Розробка та впровадження в широку медичну практику комплексу заходів по боротьбі з інфарктом міокарда | Антоненко Леся Миколаївна                     | завідувачка відділенням Львівської обласної клінічної лікарні |
| Розробка та впровадження в широку медичну практику комплексу заходів по боротьбі з інфарктом міокарда | Бутилін Юрій Павлович                         | кандидат медичних наук, завідувач відділенням республіканської клінічної лікарні Четвертого Головного управління при Міністерстві охорони здоров'я УРСР                                 |
| Розробка та впровадження в широку медичну практику комплексу заходів по боротьбі з інфарктом міокарда | Козлюк Всеволод Матвійович                    | начальник головного управління Міністерства здоров'я УРСР |
| Розробка та впровадження в широку медичну практику комплексу заходів по боротьбі з інфарктом міокарда | Алейникова Людмила Йосипівна                  | доктор медичних наук, завідувачка кафедрою Одеського медичного інституту імені М. І. Пирогова                                                                                           |
| Розробка та впровадження в широку медичну практику комплексу заходів по боротьбі з інфарктом міокарда | П'ятак Олесь Авдійович                        | доктор медичних наук, начальник головного управління Міністерства охорони здоров'я УРСР                                                                                                 |
| Розробка та впровадження в широку медичну практику комплексу заходів по боротьбі з інфарктом міокарда | Следзевська Ірина Казимирівна                 | доктор медичних наук, завідувачка відділенням Українського науково-дослідного інституту кардіології імені М. Д. Стражеска                                                               |
| Розробка та впровадження в широку медичну практику комплексу заходів по боротьбі з інфарктом міокарда | Гватуа Нонна Акакіївна                        | доктор медичних наук, завідувачка відділенням Українського науково-дослідного інституту кардіологіі імені академіка М. Д. Стражеска                                                     |
| Розробка та впровадження в широку медичну практику комплексу заходів по боротьбі з інфарктом міокарда | Фуркал Микола Кузьмич                         | доктор медичних наук, директор Українського науково-дослідного інституту кардіології імені академіка М. Д. Стражеска                                                                    |
| Розробка та впровадження в широку медичну практику комплексу заходів по боротьбі з інфарктом міокарда | Грицюк Олександр Йосипович                    | член-кореспондент Академії медичних наук СРСР, завідувач кафедрою Київського медичного інституту імені академіка О. О. Богомольця                                                       |
| Восьмитомна праця «Історія Української РСР» | Артеменко Іван Іванович                       | доктор історичних наук, директор Інституту археології Академії наук УРСР |
| Восьмитомна праця «Історія Української РСР» | Голобуцький Володимир Олексійович             | доктор історичних наук, колишній старший науковий співробітник-консультант Інституту історії Академії наук УРСР                                                                         |
| Восьмитомна праця «Історія Української РСР» | Гудзенко Пантелеймон Петрович                 | доктор історичних наук, старший науковий співробітник-консультант Інституту історію Академії наук УРСР                                                                                  |
| Восьмитомна праця «Історія Української РСР» | Лещенко Микола Никифорович                    | доктор історичних наук, старший науковий співробітник Інституту історії Академії наук УРСР                                                                                              |
| Восьмитомна праця «Історія Української РСР» | Сергієнко Григорій Якович                     | доктор історичних наук. завідувач відділом Інституту історії Академії наук УРСР |
| Восьмитомна праця «Історія Української РСР» | Лихолат Андрій Васильович                     | доктор історичних наук, завідувач відділом Інституту історії Академії наук УРСР |
| Восьмитомна праця «Історія Української РСР» | Сохань Павло Степанович                       | доктор історичних наук, заступник директора Інституту історії Академії наук УРСР |
| Восьмитомна праця «Історія Української РСР» | Кондуфор Юрій Юрійович                        | член-кореспондент Академії наук УРСР, керівник роботи, директор Інституту історії Академії наук УРСР                                                                                    |
| Восьмитомна праця «Історія Української РСР» | Лось Федір Євдокимович                        | доктор історичних наук |
| Дослідження по хімії та біохімії вітаміну Д3, створення промислової технології його виробництва і впровадження в медицину та сільське господарство                                                                                               | Єтарян Нерсес Тігранович                      | заступник начальника цеху єреванського виробничого об'єднання «Єреванвітаміни» |
| Дослідження по хімії та біохімії вітаміну Д3, створення промислової технології його виробництва і впровадження в медицину та сільське господарство                                                                                               | Тер-Степанян Армен Манукович                  | головний інженер єреванського виробничого об'єднання «Єреванвітаміни» |
| Дослідження по хімії та біохімії вітаміну Д3, створення промислової технології його виробництва і впровадження в медицину та сільське господарство                                                                                               | Літошенко Микола Антонович                    | генеральний директор київського виробничого хіміко-фармацевтичного об'єднання «Дарниця»                                                                                                 |
| Дослідження по хімії та біохімії вітаміну Д3, створення промислової технології його виробництва і впровадження в медицину та сільське господарство                                                                                               | Бауман Вікторія Карлівна                      | член-кореспондент Академії наук Латвійської РСР, старший науковий співробітник Інституту біології Академії наук Латвійської РСР                                                         |
| Дослідження по хімії та біохімії вітаміну Д3, створення промислової технології його виробництва і впровадження в медицину та сільське господарство                                                                                               | Яхимович Рада Іванівна                        | кандидат хімічних наук, старший науковий співробітник Інституту біохімії імені О. В. Палладіна Академії наук УРСР                                                                       |
| Дослідження по хімії та біохімії вітаміну Д3, створення промислової технології його виробництва і впровадження в медицину та сільське господарство                                                                                               | Вендт Володимир Петрович                      | доктор біологічних наук, завідувач відділом Інституту біохімії імені О. В. Палладіна Академії наук УРСР                                                                                 |
| Дослідження по хімії та біохімії вітаміну Д3, створення промислової технології його виробництва і впровадження в медицину та сільське господарство                                                                                               | Лук'янова Олена Михайлівна                    | член-кореспондент Академії медичних наук СРСР, директор Київського науково-дослідного інституту педіатрії, акушерства і гінекології імені Героя Радянського Союзу професора П. М. Буйка |
| Дослідження елементарних збуджень у металах методами рентгенівської, мікроконтактної, тунельної, ультразвукової та магнітної спектроскопії | Бутенко Тарас Федорович                       | керівник групи Донецького фізико-технічного інституту Академії наук УРСР |
| Дослідження елементарних збуджень у металах методами рентгенівської, мікроконтактної, тунельної, ультразвукової та магнітної спектроскопії | Свистунов Володимир Михайлович                | кандидат фізико-математичних наук, старший науковий співробітник Донецького фізико-технічного інституту Академії наук УРСР                                                              |
| Дослідження елементарних збуджень у металах методами рентгенівської, мікроконтактної, тунельної, ультразвукової та магнітної спектроскопії | Цимбал Людмила Трохимівна                     | кандидат фізико-математичних наук, завідувачка лабораторією Донецького фізико-технічного інституту Академії наук УРСР                                                                   |
| Дослідження елементарних збуджень у металах методами рентгенівської, мікроконтактної, тунельної, ультразвукової та магнітної спектроскопії | Альошин Валентин Григорович                   | доктор фізико-математичних наук, начальник лабораторії Всесоюзного проектного і науково-дослідного інституту комплексної енергетичної технології                                        |
| Дослідження елементарних збуджень у металах методами рентгенівської, мікроконтактної, тунельної, ультразвукової та магнітної спектроскопії | Королюк Олексій Полікарпович                  | доктор фізико-математичних наук, завідувач відділом Інституту радіофізики і електроніки Академії наук УРСР                                                                              |
| Дослідження елементарних збуджень у металах методами рентгенівської, мікроконтактної, тунельної, ультразвукової та магнітної спектроскопії | Канер Еммануїл Айзикович                      | доктор фізико-математичних наук, завідувач відділом Інституту радіофізики і електроніки Академії наук УРСР                                                                              |
| Дослідження елементарних збуджень у металах методами рентгенівської, мікроконтактної, тунельної, ультразвукової та магнітної спектроскопії | Свєчкарьов Ігор Вадимович                     | доктор фізико-математичних наук, завідувач відділом Фізико-технічного інституту низьких температур Академії наук УРСР                                                                   |
| Дослідження елементарних збуджень у металах методами рентгенівської, мікроконтактної, тунельної, ультразвукової та магнітної спектроскопії | Янсон Ігор Кіндратович                        | член-кореспондент Академії наук УРСР, завідувач відділом Фізико-технічного інституту низьких температур Академії наук УРСР                                                              |
| Дослідження елементарних збуджень у металах методами рентгенівської, мікроконтактної, тунельної, ультразвукової та магнітної спектроскопії | Кулик Ігор Орестович                          | член-кореспондент Академії наук УРСР, завідувач відділом Фізико-технічного інституту низьких температур Академії наук УРСР                                                              |
| Дослідження елементарних збуджень у металах методами рентгенівської, мікроконтактної, тунельної, ультразвукової та магнітної спектроскопії | Немошкаленко Володимир Володимирович          | член-кореспондент Академії наук УРСР, заступник директора Інституту металофізики Академії наук УРСР                                                                                     |
| Розробка та впровадження в народне господарство газової автоматизованої системи управління технологічними процесами на магістральних нафтопроводах                                                                                               | Поздняков Євгеній Петрович                    | завідувач сектором, працівник спеціального конструкторського бюро математичних машин і систем Інституту кібернетики Академії наук УРСР                                                  |
| Розробка та впровадження в народне господарство газової автоматизованої системи управління технологічними процесами на магістральних нафтопроводах                                                                                               | Овчаренко Олександр Михайлович                | завідувач лабораторією спеціального конструкторського бюро математичних машин і систем Інституту кібернетики Академії наук УРСР                                                         |
| Розробка та впровадження в народне господарство газової автоматизованої системи управління технологічними процесами на магістральних нафтопроводах                                                                                               | Караченець Дмитро Васильович                  | кандидат технічних наук, завідувач відділом спеціального конструкторського бюро математичних машин і систем Інституту кібернетики Академії наук УРСР                                    |
| Розробка та впровадження в народне господарство газової автоматизованої системи управління технологічними процесами на магістральних нафтопроводах                                                                                               | Буняк Любомир Костянтинович                   | головний інженер Ровенського управління нафтопроводу «Дружба» |
| Розробка та впровадження в народне господарство газової автоматизованої системи управління технологічними процесами на магістральних нафтопроводах                                                                                               | Нащубський Віталій Антонович                  | заступник начальника відділу управління магістральних нафтопроводів «Дружба» |
| Розробка та впровадження в народне господарство газової автоматизованої системи управління технологічними процесами на магістральних нафтопроводах                                                                                               | Пристай Любомир Володимирович                 | головний інженер управління магістральних нафтопроводів «Дружба» |
| Розробка та впровадження в народне господарство газової автоматизованої системи управління технологічними процесами на магістральних нафтопроводах                                                                                               | Бєлянінов Петро Павлович                      | начальник управління магістральних нафтопроводів «Дружба» |
| Розробка та впровадження в народне господарство газової автоматизованої системи управління технологічними процесами на магістральних нафтопроводах                                                                                               | Акуленко Юрій Миколайович                     | начальник сектора управління магістральних нафтопроводів «Дружба» |
| Створення, розвиток та впровадження в народне господарство теорії R-функцій | Проценко Володимир Сидорович                  | доктор фізико-математичних наук, завідувач кафедрою Харківського авіаційного інституту імені М. Є. Жуковського                                                                          |
| Створення, розвиток та впровадження в народне господарство теорії R-функцій | Синєкоп Микола Сергійович                     | кандидат технічних наук, молодший науковий співробітник Інституту проблем машинобудування Академії наук України                                                                         |
| Створення, розвиток та впровадження в народне господарство теорії R-функцій | Шейко Тетяна Іванівн                          | кандидат фізико-математичних наук, старший науковий співробітник Інституту проблем машинобудування Академії наук УРСР                                                                   |
| Створення, розвиток та впровадження в народне господарство теорії R-функцій | Слесаренко Анатолій Павлович                  | кандидат фізико-математичних наук, старший науковий співробітник Інституту проблем машинобудування Академії наук УРСР                                                                   |
| Створення, розвиток та впровадження в народне господарство теорії R-функцій | Манько Григорій Павлович                      | кандидат фізико-математичних наук, старший науковий співробітник Інституту проблем машинобудування Академії наук УРСР                                                                   |
| Створення, розвиток та впровадження в народне господарство теорії R-функцій | Стоян Юрій Григорович                         | доктор технічних наук, завідувач відділом Інституту проблем машинобудування Академії наук УРСР                                                                                          |
| Створення, розвиток та впровадження в народне господарство теорії R-функцій | Рвачов Володимир Логвинович                   | академік Академії наук УРСР, завідувач відділом Інституту проблем машинобудування Академії наук УРСР, керівник роботи                                                                   |
| Підручник «Сопротивление материалов», опублікований у 1979 році (4-е видання) | Писаренко Георгій Степанович                  | академік Академії наук УРСР, директор Інституту проблем міцності Академії наук УРСР |
| Підручник «Сопротивление материалов», опублікований у 1979 році (4-е видання) | Квітка Олександр Львович                      | кандидат технічних наук, завідувач відділом Інституту проблем міцності Академії наук УРСР                                                                                               |
| Підручник «Сопротивление материалов», опублікований у 1979 році (4-е видання) | Уманський Еммануїл Соломонович                | доктор технічних наук, професор Київського політехнічного інституту імені 50-річчя Великої Жовтневої соціалістичної революції                                                           |
| Підручник «Сопротивление материалов», опублікований у 1979 році (4-е видання) | Попков Віктор Григорович                      | кандидат технічних наук, доцент Київського інституту інженерів цивільної авіації |
| Підручник «Сопротивление материалов», опублікований у 1979 році (4-е видання) | Агарьов Віктор Андрійович                     | кандидат технічних наук |
| Підручник «Внутренние болезни», опублікований у 1977 році | Бурчинський Георгій Йосипович                 | доктор медичних наук, завідувач кафедрою Київського медичного інституту імені академіка О. О. Богомольця                                                                                |
| Підручник «Внутренние болезни», опублікований у 1977 році | Ревуцький Євген Львович                       | доктор медичних наук, завідувач кафедрою Київського медичного інституту імені академіка О. О. Богомольця                                                                                |
| Підручник «Внутренние болезни», опублікований у 1977 році | Пелещук Анатолій Петрович                     | доктор медичних наук, професор Київського медичного інституту імені академіка О. О. Богомольця                                                                                          |
| Підручник «Внутренние болезни», опублікований у 1977 році | Єфімов Андрій Семенович                       | доктор медичних наук, завідувач клінікою Київського науково-дослідного інституту ендокринології та обміну речовин                                                                       |
| Підручник «Внутренние болезни», опублікований у 1977 році | Губергріц Олександр Якович                    | доктор медичних наук, завідувач кафедрою Донецького медичного інституту імені О. М. Горького                                                                                            |
| Підручник «Внутренние болезни», опублікований у 1977 році | Дзяк Віктор Миколайович                       | доктор медичних наук, завідувач кафедрою Дніпропетровського медичного інституту |
| Підручник «Внутренние болезни», опублікований у 1977 році | Ясиновський Михайло Олександрович (посмертно) | доктор медичних наук |
| Підручник «Внутренние болезни», опублікований у 1977 році | Даштаянц Гайк Апетнакович (посмертно)         | доктор медичних наук |